# Pfarrkirche St. Peter am Wimberg

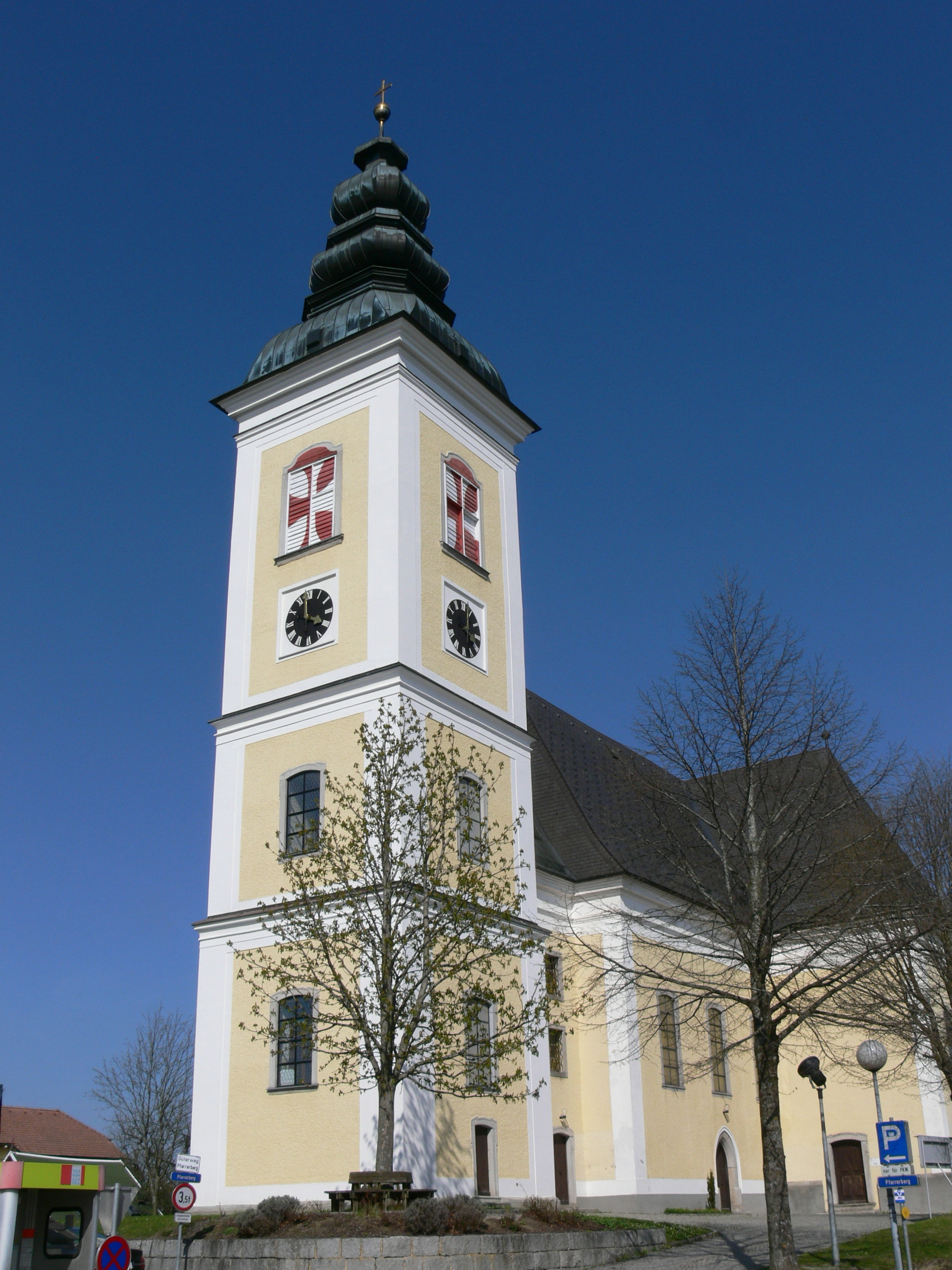
Katholische Pfarrkirche St. Peter am Wimberg

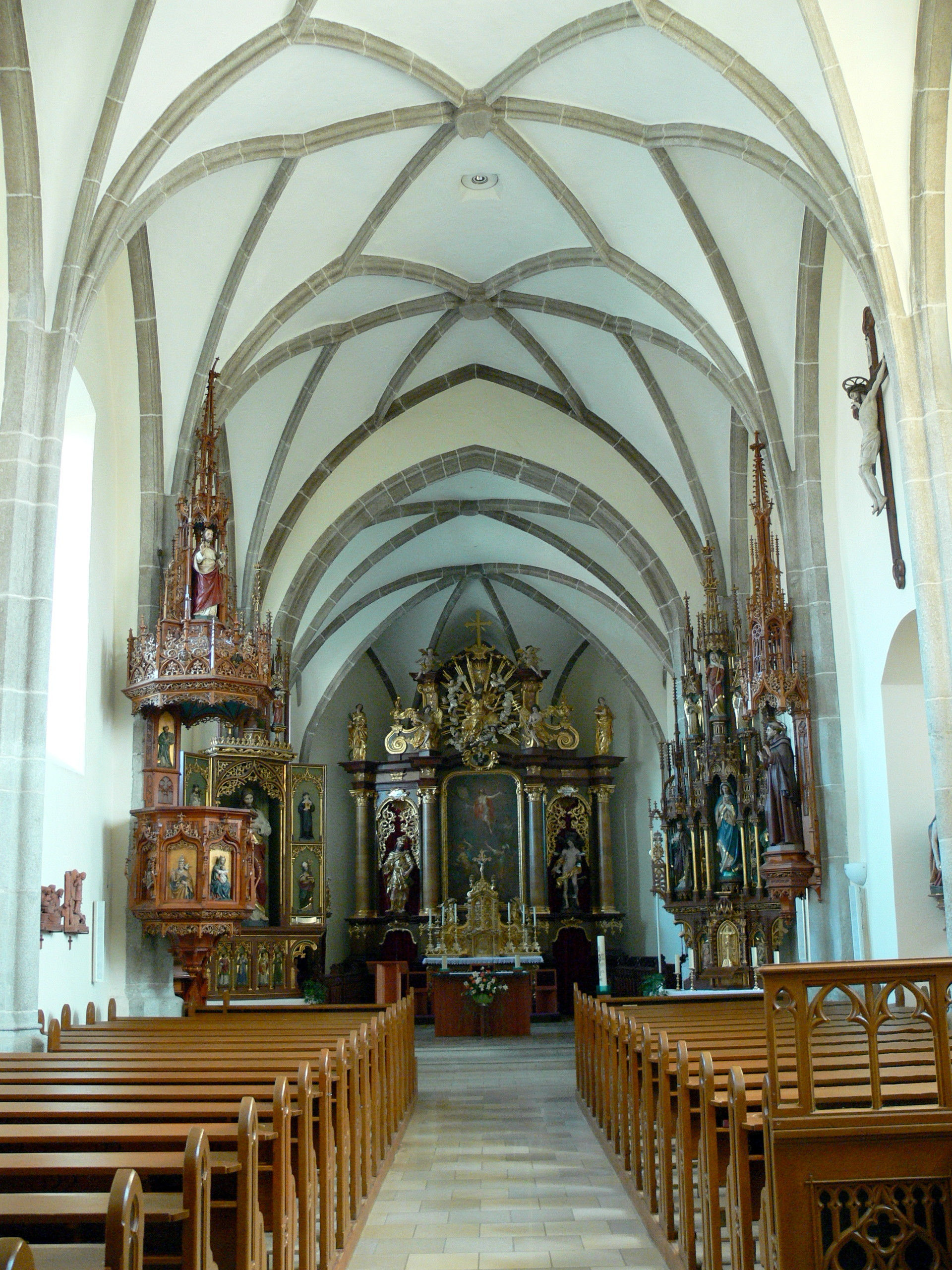
Langhaus, Blick zum Chor

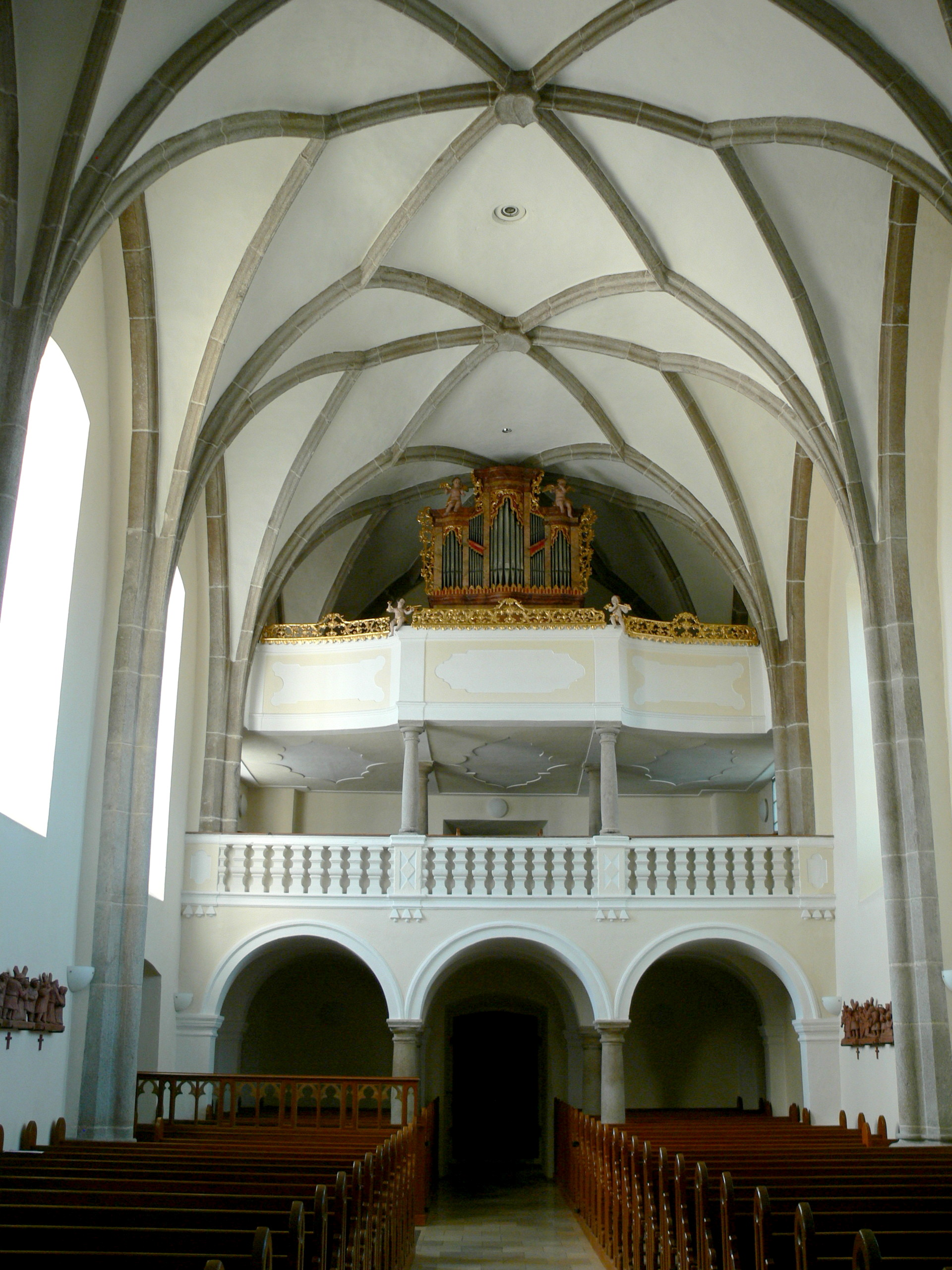
Im Chor, Blick zur Orgelempore

Die römisch-katholische Pfarrkirche St. Peter am Wimberg steht an der höchsten Stelle im Ort der Marktgemeinde St. Peter am Wimberg im Bezirk Rohrbach in Oberösterreich. Die dem Patrozinium hl. Apostel Petrus unterstellte Pfarrkirche gehört zum Dekanat Altenfelden in der Diözese Linz. Die Kirche steht unter Denkmalschutz (Listeneintrag).

## Geschichte
Die Pfarrkirche war ein Teil der Schenkung 1108/1809 des Eppos von Windberg an das Stift Sankt Florian. Urkundlich 1122 neuerlich Pfarre und bis heute dem Stift Sankt Florian inkorporiert. 1594 wurde der katholische Pfarrer durch die protestantischen Bauern des sogenannten zweiten Bauernkrieges vertrieben.
Die romanische Kirche wurde 1134 geweiht, deren Langhausmauern sind im Kern erhalten. Ab der ersten Hälfte des 15. Jahrhunderts gotischer Umbau des Chores und des Langhauses, wobei das Westjoch des Chores an das Langhaus abgegeben wurde. Der ursprünglich freistehende gotische Westturm entstand wohl in der Mitte des 15. Jahrhunderts. Die Barockisierung der Kirche sowie die Anbauten entstanden eventuell nach Plänen des Jakob Prandtauer 1720/1730 mit der Sebastianskapelle im Süden und dem Verbindungsbau zwischen der Westfront des Langhauses zum Westturm, dem Einbau der Westempore, neue Fenster und Türen. Der Sakristeianbau entstand 1725, das Oratorium über der Sakristei 1909. Die Kirche wurde 1912 und 1981 außen und 1961, 1981 und 1998/2001 innen restauriert.

## Architektur
Der monumentale mittelalterliche Kirchenbau mit barockisierten Fassaden hat barocke Anbauten.

## Ausstattung
Der Hochaltar um 1720/1730 ist ein barockes breites dreiteiliges Säulenretabel mit Auszug und Wappen des Stiftes Sankt Florian, er zeigt mittig das Altarbild von Anton Hitzenthaler dem Älteren um 1800/1810 je nach Kirchenjahr als Wechselbild: Mariä Verkündigung, Anbetung der Hirten, Schlüsselübergabe an Petrus, Abendmahl, Christus vor Pilatus, Kreuzigung, Auferstehung, Pfingsten.
Die barocke Orgel baute Nikolaus Rummel 1778. Die Wandlungsglocke ist aus 1863.